# Česlar
Česlar (polsky Cieślar, 922 m n. m.) je částečně zalesněná hora v západní části Slezských Beskyd. Leží asi 6 km severovýchodně od Jablunkova na česko-polské státní hranici. Česká část leží na území okresu Frýdek-Místek (Moravskoslezský kraj), polská v okrese Cieszyn (Slezské vojvodství). Hora se nachází v hlavním hřbetu pásma Čantoryje mezi Velkým Sošovem a Malým Stožkem. Z vrcholu Česlaru je takřka kruhový rozhled. Lze odtud přehlédnout téměř celé Slezské Beskydy a část Moravskoslezských Beskyd.

## Přístup
Přes vrchol hory vede hlavní hřebenová trasa, která je na české straně značena modře, na polské červeně.